# Steven Fletcher (football)
Pour les articles homonymes, voir Fletcher et Steven Fletcher.
Kenneth Steven Fletcher, né le 26 mars 1987 à Shrewsbury (Angleterre), est un footballeur international écossais qui évolue au poste d'attaquant.

## Biographie

### En club
Formé au Hibernian FC, Steven Fletcher débute en Scottish Premier League lors de la fin de la saison 2003-2004 à tout juste 17 ans. La saison suivante, il commence à s'imposer en équipe première, participant à 26 matchs et inscrivant 5 buts. Il devient l'attaquant principal de l'équipe écossaise à partir de la saison 2007-2008, et la saison suivante, il commence à attirer les regards anglais en inscrivant 14 buts en championnat.
Le 30 juin 2009, Fletcher rejoint le promu en Premier League, Burnley. Le 3 octobre suivant, il inscrit son premier but en Premier League contre Birmingham City. Auteur d'une belle saison malgré la relégation de son club, il rejoint les Wolverhampton Wanderers en juin 2010.
Après avoir marqué 24 buts en 68 matchs toutes compétitions confondues en l'espace de deux saisons, Fletcher signe un contrat de quatre ans en faveur de Sunderland le 24 août 2012,. Il marque cinq buts en cinq rencontres de Premier League en septembre, ce qui lui permet de remporter le titre de joueur du mois du championnat d'Angleterre de football.
Il est prêté le 31 janvier 2016 à l'Olympique de Marseille jusqu'à la fin de la saison. Il joue son premier match sous le maillot olympien le dimanche suivant lors du classique contre l'ennemi juré du Paris Saint-Germain au stade Vélodrome, défaite 2-1. Lors de sa première titularisation quelques jours plus tard contre le Trélissac FC en huitième de finale de coupe de France, il marque un but et délivre une passe décisive pour une qualification deux buts à zéro. Le club connaît une saison difficile avec une treizième place en championnat malgré une finale de Coupe de France perdue face au Paris SG.
Le 1er juillet 2016, il s'engage avec Sheffield Wednesday.
Le 14 août 2020, il rejoint Stoke City.
Le 7 juillet 2022, il rejoint Dundee United
Le 8 septembre 2023, il rejoint Wrexham AFC qui vient d'être promu en quatrième division anglaise, deux ans après le rachat du club par les acteurs Ryan Reynolds et Rob McElhenney. Il participe aux montées du club les deux saisons suivantes en troisième puis deuxième division après avoir terminé à deux reprises vice-champion.

### En sélection
Bien qu'il soit né en Angleterre, Fletcher choisit de jouer pour l'Écosse, le pays natal de sa mère et son pays de résidence durant sa jeunesse. Il dispute son premier match en A en octobre 2008 contre la Croatie. Il inscrit son premier but le 1er avril 2009 face à l'Islande (victoire 2-1).

## Statistiques
| Saison                | Club                          | Championnat           | Championnat | Championnat | Coupe(s) nationale(s) | Coupe(s) nationale(s) | Compétition(s) continentale(s) | Compétition(s) continentale(s) | Compétition(s) continentale(s) | Écosse | Écosse | Total | Total |
| Saison                | Club                          | Division              | M.          | B.          | M.                    | B.                    | Comp.                          | M.                             | B.                             | M.     | B.     | M.    | B.    |
| 2003-2004             | Hibernian FC                  | Scottish PL           | 5           | 0           | -                     | -                     | -                              | -                              | -                              | -      | -      | 5     | 0     |
| 2004-2005             | Hibernian FC                  | Scottish PL           | 20          | 5           | 6                     | 0                     | -                              | -                              | -                              | -      | -      | 26    | 5     |
| 2005-2006             | Hibernian FC                  | Scottish PL           | 34          | 8           | 6                     | 2                     | C3                             | 1                              | 0                              | -      | -      | 41    | 10    |
| 2006-2007             | Hibernian FC                  | Scottish PL           | 31          | 6           | 10                    | 5                     | CI                             | 3                              | 1                              | -      | -      | 44    | 12    |
| 2007-2008             | Hibernian FC                  | Scottish PL           | 32          | 13          | 3                     | 1                     | -                              | -                              | -                              | 1      | 0      | 36    | 14    |
| 2008-2009             | Hibernian FC                  | Scottish PL           | 34          | 11          | 2                     | 0                     | CI                             | 2                              | 0                              | 3      | 1      | 41    | 12    |
| Sous-total            | Sous-total                    | Sous-total            | 156         | 43          | 27                    | 8                     | -                              | 6                              | 1                              | 4      | 1      | 193   | 53    |
| 2009-2010             | Burnley FC                    | Premier League        | 35          | 8           | 3                     | 4                     | -                              | -                              | -                              | 3      | 0      | 41    | 12    |
| 2010-2011             | Wolverhampton Wanderers FC    | Premier League        | 29          | 10          | 5                     | 2                     | -                              | -                              | -                              | 1      | 0      | 35    | 12    |
| 2011-2012             | Wolverhampton Wanderers FC    | Premier League        | 32          | 12          | 2                     | 0                     | -                              | -                              | -                              | -      | -      | 34    | 12    |
| Sous-total            | Sous-total                    | Sous-total            | 61          | 22          | 7                     | 2                     | -                              | -                              | -                              | 1      | 0      | 69    | 24    |
| 2012-2013             | Sunderland AFC                | Premier League        | 28          | 11          | 3                     | 0                     | -                              | -                              | -                              | 4      | 0      | 35    | 11    |
| 2013-2014             | Sunderland AFC                | Premier League        | 20          | 3           | 5                     | 0                     | -                              | -                              | -                              | 2      | 0      | 27    | 3     |
| 2014-2015             | Sunderland AFC                | Premier League        | 30          | 5           | 4                     | 0                     | -                              | -                              | -                              | 11     | 7      | 45    | 12    |
| 2015-2016             | Sunderland AFC                | Premier League        | 16          | 4           | 2                     | 0                     | -                              | -                              | -                              | -      | -      | 18    | 4     |
| Sous-total            | Sous-total                    | Sous-total            | 94          | 23          | 14                    | 0                     | -                              | -                              | -                              | 17     | 7      | 125   | 30    |
| 2015-2016             | Olympique de Marseille (prêt) | Ligue 1               | 12          | 2           | 4                     | 1                     | C3                             | 2                              | 0                              | 3      | 0      | 21    | 3     |
| 2016-2017             | Sheffield Wednesday FC        | Championship          | 40          | 11          | 1                     | 0                     | -                              | -                              | -                              | 2      | 1      | 43    | 12    |
| 2017-2018             | Sheffield Wednesday FC        | Championship          | 19          | 2           | 1                     | 1                     | -                              | -                              | -                              | 1      | 0      | 21    | 3     |
| 2018-2019             | Sheffield Wednesday FC        | Championship          | 40          | 11          | 5                     | 0                     | -                              | -                              | -                              | 2      | 1      | 47    | 12    |
| 2019-2020             | Sheffield Wednesday FC        | Championship          | 27          | 13          | 3                     | 0                     | -                              | -                              | -                              | -      | -      | 30    | 13    |
| Sous-total            | Sous-total                    | Sous-total            | 126         | 37          | 10                    | 1                     | -                              | -                              | -                              | 5      | 2      | 141   | 40    |
| 2020-2021             | Stoke City FC                 | Championship          | 37          | 9           | 5                     | 0                     | -                              | -                              | -                              | -      | -      | 42    | 9     |
| 2021-2022             | Stoke City FC                 | Championship          | 35          | 3           | 5                     | 0                     | -                              | -                              | -                              | -      | -      | 40    | 3     |
| Sous-total            | Sous-total                    | Sous-total            | 72          | 12          | 10                    | 0                     | -                              | -                              | -                              | -      | -      | 82    | 12    |
| 2022-2023             | Dundee United                 | Scottish PL           | 33          | 9           | 4                     | 1                     | C4                             | 2                              | 0                              | -      | -      | 39    | 10    |
| 2023-2024             | Wrexham AFC                   | League Two            | 33          | 8           | 1                     | 0                     | -                              | -                              | -                              | -      | -      | 34    | 8     |
| 2024-2025             | Wrexham AFC                   | League One            | 40          | 8           | 3                     | 0                     | -                              | -                              | -                              | -      | -      | 43    | 8     |
| Sous-total            | Sous-total                    | Sous-total            | 73          | 16          | 4                     | 0                     | -                              | -                              | -                              | -      | -      | 77    | 16    |
| Total sur la carrière | Total sur la carrière         | Total sur la carrière | 662         | 172         | 83                    | 17                    | -                              | 10                             | 1                              | 33     | 10     | 788   | 200   |

### Liste des matches internationaux
| Matches internationaux de Steven Fletcher | Matches internationaux de Steven Fletcher | Matches internationaux de Steven Fletcher     | Matches internationaux de Steven Fletcher | Matches internationaux de Steven Fletcher | Matches internationaux de Steven Fletcher | Matches internationaux de Steven Fletcher                         |
|                                           | Date                                      | Lieu                                          | Adversaire                                | Résultat                                  | Compétition                               | Notes                                                             |
| ----------------------------------------- | ----------------------------------------- | --------------------------------------------- | ----------------------------------------- | ----------------------------------------- | ----------------------------------------- | ----------------------------------------------------------------- |
| 1.                                        | 26 mars 2008                              | Hampden Park, Glasgow, Écosse                 | Croatie                                   | 1 - 1                                     | Match amical                              | Titulaire et remplacé par Gavin Rae à la 46e minute de jeu.       |
| 2.                                        | 11 octobre 2008                           | Hampden Park, Glasgow, Écosse                 | Norvège                                   | 0 - 0                                     | Qualification mondial 2010                | Entre en jeu à la place de James McFadden à la 56e minute de jeu. |
| 3.                                        | 28 mars 2009                              | Johan Cruyff Arena, Amsterdam, Pays-Bas       | Pays-Bas                                  | 3 - 0                                     | Qualification mondial 2010                | Entre en jeu à la place de Kenny Miller à la 71e minute de jeu.   |
| 4.                                        | 1er avril 2009                            | Hampden Park, Glasgow, Écosse                 | Islande                                   | 2 - 1                                     | Qualification mondial 2010                | Titulaire et remplacé par Gary Teale à la 78e minute de jeu.      |
| 5.                                        | 5 septembre 2009                          | Hampden Park, Glasgow, Écosse                 | Macédoine du Nord                         | 2 - 0                                     | Qualification mondial 2010                | Titulaire et remplacé par Shaun Maloney à la 68e minute de jeu.   |
| 6.                                        | 14 novembre 2009                          | Cardiff City Stadium, Cardiff, Pays de Galles | Pays de Galles                            | 3 - 0                                     | Match amical                              | Entre en jeu à la place de Kenny Miller à la 55e minute de jeu.   |
| 7.                                        | 11 août 2010                              | Stade Råsunda, Solna, Suède                   | Suède                                     | 3 - 0                                     | Match amical                              | Titulaire et remplacé par Kris Boyd à la 64e minute de jeu.       |
| 8.                                        | 8 octobre 2010                            | Eden Aréna, Prague, République tchèque        | Tchéquie                                  | 1 - 0                                     | Qualification Euro 2012                   | Titulaire.                                                        |
| 9.                                        | 12 octobre 2012                           | Cardiff City Stadium, Cardiff, Pays de Galles | Pays de Galles                            | 2 - 1                                     | Qualification mondial 2014                | Titulaire.                                                        |
| 10.                                       | 12 octobre 2012                           | Stade Roi Baudouin, Bruxelles, Belgique       | Belgique                                  | 2 - 0                                     | Qualification mondial 2014                | Titulaire et remplacé par Kenny Miller à la 76e minute de jeu.    |
| 11.                                       | 6 février 2013                            | Pittodrie Stadium, Aberdeen, Écosse           | Estonie                                   | 1 - 0                                     | Match amical                              | Titulaire et remplacé par Kenny Miller à la 67e minute de jeu.    |
| 12.                                       | 22 mars 2013                              | Hampden Park, Glasgow, Écosse                 | Pays de Galles                            | 1 - 2                                     | Qualification mondial 2014                | Titulaire et remplacé par Kenny Miller à la 4e minute de jeu.     |
| 13.                                       | 15 novembre 2013                          | Hampden Park, Glasgow, Écosse                 | États-Unis                                | 0 - 0                                     | Match amical                              | Titulaire.                                                        |
| 14.                                       | 5 mars 2014                               | Stade national, Varsovie, Pologne             | Pologne                                   | 0 - 1                                     | Match amical                              | Titulaire et remplacé par Steven Naismith à la 46e minute de jeu. |
| 15.                                       | 7 septembre 2014                          | Signal Iduna Park, Dortmund, Allemagne        | Allemagne                                 | 2 - 1                                     | Qualification Euro 2016                   | Entre en jeu à la place de Barry Bannan à la 58e minute de jeu.   |
| 16.                                       | 11 octobre 2014                           | Ibrox Stadium, Glasgow, Écosse                | Géorgie                                   | 1 - 0                                     | Qualification Euro 2016                   | Titulaire et remplacé par Chris Martin à la 90e minute de jeu.    |
| 17.                                       | 14 octobre 2014                           | Stade national, Varsovie, Pologne             | Pologne                                   | 2 - 2                                     | Qualification Euro 2016                   | Titulaire et remplacé par Darren Fletcher à la 71e minute de jeu. |
| 18.                                       | 14 novembre 2014                          | Celtic Park, Glasgow, Écosse                  | République d'Irlande                      | 1 - 0                                     | Qualification Euro 2016                   | Titulaire et remplacé par Chris Martin à la 56e minute de jeu.    |
| 19.                                       | 25 mars 2015                              | Hampden Park, Glasgow, Écosse                 | Irlande du Nord                           | 1 - 0                                     | Match amical                              | Titulaire et remplacé par Jordan Rhodes à la 63e minute de jeu.   |
| 20.                                       | 29 mars 2015                              | Hampden Park, Glasgow, Écosse                 | Gibraltar                                 | 6 - 1                                     | Qualification Euro 2016                   | Titulaire.                                                        |
| 21.                                       | 13 juin 2015                              | Aviva Stadium, Dublin, Irlande                | République d'Irlande                      | 1 - 1                                     | Qualification Euro 2016                   | Titulaire.                                                        |
| 22.                                       | 4 septembre 2015                          | Stade Boris-Paichadze, Tbilissi, Géorgie      | Géorgie                                   | 1 - 0                                     | Qualification Euro 2016                   | Titulaire et remplacé par Darren Fletcher à la 71e minute de jeu. |
| 23.                                       | 7 septembre 2015                          | Hampden Park, Glasgow, Écosse                 | Allemagne                                 | 2 - 3                                     | Qualification Euro 2016                   | Titulaire.                                                        |
| 24.                                       | 8 octobre 2015                            | Hampden Park, Glasgow, Écosse                 | Pologne                                   | 2 - 2                                     | Qualification Euro 2016                   | Titulaire.                                                        |
| 25.                                       | 11 octobre 2015                           | Stade de l'Algarve, Faro, Portugal            | Gibraltar                                 | 0 - 6                                     | Qualification Euro 2016                   | Titulaire.                                                        |
| 26.                                       | 29 mars 2016                              | Hampden Park, Glasgow, Écosse                 | Danemark                                  | 1 - 0                                     | Match amical                              | Titulaire et remplacé par Ikechi Anya à la 46e minute de jeu.     |
| 27.                                       | 29 mai 2016                               | Ta' Qali Stadium, Ħ'Attard, Malte             | Italie                                    | 1 - 0                                     | Match amical                              | Entre en jeu à la place de Ross McCormack à la 46e minute de jeu. |
| 28.                                       | 4 juin 2016                               | Stade Saint-Symphorien, Metz, France          | France                                    | 3 - 0                                     | Match amical                              | Titulaire et remplacé par Steven Naismith à la 58e minute de jeu. |
| 29.                                       | 4 septembre 2016                          | Ta' Qali Stadium, Ħ'Attard, Malte             | Malte                                     | 1 - 5                                     | Qualification mondial 2018                | Entre en jeu à la place de Chris Martin à la 68e minute de jeu.   |
| 30.                                       | 11 octobre 2016                           | Stade Antona Malatinského, Trnava, Slovaquie  | Slovaquie                                 | 3 - 0                                     | Qualification mondial 2018                | Titulaire et remplacé par John McGinn à la 76e minute de jeu.     |
| 31.                                       | 8 octobre 2017                            | Stadion Stožice, Ljubljana, Slovénie          | Slovénie                                  | 2 - 2                                     | Qualification mondial 2018                | Entre en jeu à la place de Kieran Tierney à la 80e minute de jeu. |
| 32.                                       | 17 novembre 2018                          | Elbasan Arena, Elbasan, Albanie               | Albanie                                   | 0 - 4                                     | Ligue des nations                         | Titulaire et remplacé par Matt Phillips à la 72e minute de jeu.   |
| 33.                                       | 20 novembre 2018                          | Hampden Park, Glasgow, Écosse                 | Israël                                    | 3 - 2                                     | Ligue des nations                         | Titulaire et remplacé par Scott McTominay à la 87e minute de jeu. |

### Buts internationaux
| #   | Date             | Lieu                                                  | Adversaire | Score | Résultat | Compétition                   |
| --- | ---------------- | ----------------------------------------------------- | ---------- | ----- | -------- | ----------------------------- |
| 1.  | 18 juin 2017     | Stade de Saint-Pétersbourg, Saint-Pétersbourg, Russie | Australie  | 1-0   | 1 - 1    | Coupe des confédérations 2017 |
| 1.  | 1er avril 2009   | Hampden Park, Glasgow, Écosse                         | Islande    | 2-1   | 2 - 1    | Qualification mondial 2010    |
| 2.  | 29 mars 2015     | Hampden Park, Glasgow, Écosse                         | Gibraltar  | 2-1   | 6 - 1    | Qualification Euro 2016       |
| 3.  | 29 mars 2015     | Hampden Park, Glasgow, Écosse                         | Gibraltar  | 5-1   | 6 - 1    | Qualification Euro 2016       |
| 4.  | 29 mars 2015     | Hampden Park, Glasgow, Écosse                         | Gibraltar  | 6-1   | 6 - 1    | Qualification Euro 2016       |
| 5.  | 8 octobre 2015   | Hampden Park, Glasgow, Écosse                         | Pologne    | 2-1   | 2 - 2    | Qualification Euro 2016       |
| 6.  | 11 octobre 2015  | Stade de l'Algarve, Faro, Portugal                    | Gibraltar  | 0-3   | 0 - 6    | Qualification Euro 2016       |
| 7.  | 11 octobre 2015  | Stade de l'Algarve, Faro, Portugal                    | Gibraltar  | 0-4   | 0 - 6    | Qualification Euro 2016       |
| 8.  | 11 octobre 2015  | Stade de l'Algarve, Faro, Portugal                    | Gibraltar  | 0-5   | 0 - 6    | Qualification Euro 2016       |
| 9.  | 4 septembre 2016 | Ta' Qali Stadium, Ħ'Attard, Malte                     | Malte      | 1-4   | 1 - 5    | Qualification mondial 2018    |
| 10. | 17 novembre 2018 | Elbasan Arena, Elbasan, Albanie                       | Albanie    | 0-2   | 0 - 4    | Ligue des nations             |

## Palmarès

### En club
Avec le club écossais, le Hibernian FC, il remporte la Coupe de la Ligue écossaise en 2007.
Il est également finaliste de la Coupe de la Ligue anglaise en 2014 avec Sunderland puis lors de son prêt à l'Olympique de Marseille, il est finaliste de la Coupe de France en 2016.
Il est vice-champion d'Angleterre de D4 en 2024 et vice-champion de D3 en 2025 avec le Wrexham AFC.

### En sélection
Avec l'équipe d'Écosse des moins de 19 ans, il est finaliste de l'Euro 2006.

### Distinctions personnelles
Il est élu meilleur jeune joueur du Championnat d'Écosse en 2008 et en 2009 et meilleur jeune joueur du mois du championnat d'Écosse à cinq reprises en octobre 2004, en août 2007, en février 2008, en octobre 2008, en mars 2009.
Il est élu Joueur du mois de Premier League en septembre 2012.